# Dinatriumfosfonaat
Dinatriumfosfonaat of natriumwaterstoffosfiet is het dinatriumzout van fosforigzuur of het tautomeer daarvan, fosfonzuur. Het komt doorgaans voor als pentahydraat Na2PHO3•5H2O.

## Synthese
Het wordt gevormd door de reactie van fosforigzuur met twee equivalenten natriumhydroxide:
{\displaystyle {\ce {H3PO3 + 2NaOH -> Na2HPO3 + 2H2O}}}

## Toepassing
De stof heeft een toepassing als fungicide voor de bescherming van wijnstokken tegen valse meeldauw. Het Japanse bedrijf ISK Biosciences (Ishihara Sangyo Kaisha) brengt hiervoor de producten Ysayo, Kenkio en Mildicut op de markt. Die bevatten naast dinatriumfosfonaat het actieve middel cyazofamide. Cyazofamide heeft een contactwerking terwijl dinatriumfosfonaat een systemische en translaminaire werking heeft. Het precieze werkingsmechanisme van dinatriumfosfonaat is nog niet geheel bekend. Het stimuleert het natuurlijke verdedigingsmechanisme van de plant en remt ook de groei en de sporenvorming van de schimmel.
ISK Biosciences Europe heeft op 21 mei 2008 bij de Franse autoriteiten een aanvraag ingediend om dinatriumfosfonaat op te nemen in bijlage I bij Richtlijn 91/414/EEG (in de Europese Unie toegelaten pesticiden). De stof werd in afwachting van het besluit over een eventuele goedkeuring, voorlopig toegelaten tot 31 oktober 2014.